# مهدی شمسایی
مهدی شمسایی نویسنده و کارگردان تئاتر ایرانی است. نمایش‌های شیخ صنعان، کنیزک من (برای سال مولانا)، سلامان و آبسال، شاخ نبات (برگرفته از منظومهٔ موش و گربه) و کلیپ «نوایی» از کارهای او هستند. کارها و مطالعات او بیشتر در ادبیات رمزی و تمثیلی و به‌طور کلی عرفانی است.